# 奧列克桑德羅皮利 (佩特羅拉夫利夫卡區)
48°35′45″N 36°32′59″E / 48.59583°N 36.54972°E
奧列克桑德羅皮利（烏克蘭語：Олександропіль），是烏克蘭的村落，位於該國中部第聶伯羅彼得羅夫斯克州，由佩特羅拉夫利夫卡區負責管轄，處於薩馬拉河左岸，距離韋謝列和奧澤爾涅3公里，海拔高度85米，2001年人口668。